# 会津大学
会津大学（英語：University of Aizu）位于日本福岛县会津若松市，创立于1993年，是日本首所专门聚焦计算机科学与工程教育研究的四年制公立大学。学校实行一学部一研究科体制，全部课程围绕“计算机理工学”展开。

## 概述
会津大学定位为“全球领先的计算机理工学教育研究中心”，自 1993 年建校以来，始终聚焦信息科学领域并强调国际化、本科生科研、产学协创与创业精神。

### 国际化与多文化环境
- 首任校长國井利泰面向全球招聘教师，开校时 82 名专任教师中 48 名为外籍，占 59 %[3]。
- 教师中长期维持约 40 % 的外籍比率，营造英语教学与研究环境[4]。
- 2024 年在籍留学生约为总学生的 12.7 %（含研究生），其中来自 G20 国家占比达 7.9 %[5]。
- 学士至博士各阶段学位论文均必须以英语撰写并公开答辩，为日本少有的制度之一。

### 教学特色与本科科研
- 实行经典的单科单学部制，仅设计算机理工学部与对应研究科，涵盖计算理论、系统软件、AI、安全等领域。
- 2016 年起实施“四学期制”，并开设全英语 “Advanced ICT Global Program” 课程。
- 本科生从一年级起即可参与研究项目和国际竞赛，并可 24 小时使用 CentOS/macOS 工作站及 Aizu Geek Dojo 创客空间。

### 产学研与创业生态
- UBIC（现 FDIC）提供技术开发与孵化服务，迄今已衍生创业公司 29 家，为日本公立大学之最[6]。
- 与当地政府、企业合作开展智慧城市与大数据项目，社区居民配合共享数据以支持研究与地区振兴。

### 学生成就与竞赛成绩
会津大学学生在各类编程与创客赛事中表现活跃，屡获佳绩。
- ICPC 世界赛： 学校代表队已四度晋级 ICPC 世界总决赛（2009、2016、2017、2021），并在 2021 年全球 117 支队伍中取得第 27 名。
- Aizu Online Judge（AOJ）：AOJ 是校方开发的在线编程评测系统。截至 2022 年，平台注册用户约 13 万，累计评测程序逾 800 万条[7][8]。
- Hackathon / 竞赛获奖事例：在 2018 年举行的 “GovHack Aizu-Wakamatsu City” 黑客松中，二年级学生森本望以个人作品 “Get Money from the Municipality” 获得 GovHack 优秀奖；团队Skymth（成员 Soeida 裕介、平原三四郎）凭 “Virtual Dinner Date peco” 获得 Accenture 奖；由 Aiko Tovar 率领、并包含藤井康文副教授在内的工程团队则获会津若松市长奖[9]。  此前一年，在 2017 年仙台 CTF 网络安全竞赛中，三年级学生 小林诚也 夺得亚军[10]。

### 全球战略与大学排名
- 2014 年入选文部科学省“超级全球大学”全球化牵引型计划（SGU），核心目标包括专业教育、多文化环境与创业精神。
- U.S. News & World Report“Best Global Universities”学科榜：计算机科学全球第 497 位、电气与电子工程全球第 364 位[11]。
- 《Times Higher Education》2025 年世界大学排名位列 601–800，日本大学排行第 27 位；2025 年计算机科学学科排名 401–500 位[12][13]。

### 排名
| 年度 | 榜单                             | 名次       | 备注             |
| ---- | -------------------------------- | ---------- | ---------------- |
| 2025 | THE 世界大学排名                 | 601–800 位 | 日本大学第 11 位 |
| 2025 | THE 日本大学排名                 | 第 27 位   | 公立大学第 2 位  |
| 2025 | THE 世界大学学科排名：计算机科学 | 401–500 位 | 日本大学第 10 位 |
| 2025 | U.S. News 计算机科学（全球）     | 第 497 位  | —                |
| 2025 | U.S. News 电气／电子工程（全球） | 第 364 位  | —                |

## 历史沿革
- 1993 年 4 月：会津大学（软体／硬体两系）创校[2]。
- 1995 年 4 月：多媒体中心成立。
- 1997 年 4 月：硕士课程（博士前期）设立。
- 1999 年 4 月：博士课程（博士后期）与先进技术中心开设。
- 2002 年 4 月：产学创新中心（UBIC）成立。
- 2006 年 4 月：法人化，改制为“公立大学法人会津大学”。
- 2008 年 4 月：两系合并为“计算机理工学科”。
- 2009 年 4 月：先端信息科学研究中心（CAIST）成立。
- 2014 年：入选“超级全球大学”计划。
- 2018 年 4 月：AI 研究据点 “X-Lab.-AI” 启用。
- 2019 年 4 月：宇宙信息科学中心（ARC-Space）成立。
- 2024 年 10 月：UBIC 改装为 “福岛数字创新地域中核拠点（FDIC）”。[17]

## 学术单位

### 学部
- 计算机理工学部
  - 计算机理工学科  
    - 计算机科学部门
    - 计算机工程部门
    - 信息系统学部门

### 大学院
- 计算机理工学研究科
  - 计算机・信息系统学专攻（博士前期／后期）
  - 信息技术・项目管理专攻（博士前期）

### 主要研究／支援机构（节选）
- AI 中心（X-Lab.-AI）
- 先端信息科学研究中心（CAIST）
- 产学创新中心（UBIC／FDIC）
- 宇宙信息科学中心（ARC-Space）
- 先端 ICT Lab.「LICTiA」
- 创客空间 “Aizu Geek Dojo”

## 校园与设施
- 电脑演习室：研究棟与讲义棟计算机室全年 24 小时刷卡开放，配备 CentOS 与 macOS 工作站。
- 创明寮：2011 年启用的学生宿舍，一人／二人间，驻寮助理提供国际化生活支援。
- 附属图书馆：馆藏约 17.5 万册，重点覆盖计算机理工学文献，对年满 18 岁社会人士部分开放。

## 学生生活
- 2024 年统计，注册社团 40 余个；“竞技编程部” 已四度晋级 ICPC 世界赛。
- “蒼翔祭”为年度学园祭，例于体育之日前后举办。

## 交流协定校
以下列表根据会津大学国际战略室（2025 年6月）公开资料整理：

### 国内
- 放送大学学園（単位互认）[19]
- 山形大学（教育研究合作）[20]

### 海外（按字母顺序）
- Rose-Hulman Institute of Technology（美国）
- Saint Petersburg State Electrotechnical University（俄罗斯）
- ITMO 大学（俄罗斯）
- 上海大学（中国）
- MIPT（俄罗斯）
- MIET（俄罗斯）
- 北京大学 核物理综合研究中心（中国）
- 华中科技大学（中国）
- 圣彼得堡大学（俄罗斯）
- 复旦大学（中国）
- 淡江大学（台湾）
- 杜塞尔多夫应用科技大学（德国）
- 釜山国立大学校（韩国）
- 上海交通大学（中国）
- 中国科学院近代物理研究所（中国）
- 高丽大学（韩国）
- 公州大学校（韩国）
- 诺沃西比尔斯克国立大学（俄罗斯）
- Novosibirsk State Technical University（俄罗斯）
- 南锡国立高等矿业学校（法国）
- 慕尼黑工业大学（德国）
- 乌梅奥大学（瑞典）
- Politehnica University of Timișoara（罗马尼亚）
- 南卡罗来纳大学（美国）
- 南京大学（中国）
- 哈尔滨工业大学（中国）
- 北京大学 软件与微电子学院（中国）
- 西弗吉尼亚大学（美国）
- 罗马·萨皮恩扎大学（意大利）
- 翰林大学校（韩国）
- FPT 大学（越南）
- 越南国家大学河内校 国际外语大学（越南）
- 忠北大学校（韩国）
- 波兰日本信息技术大学（波兰）
- 格但斯克理工大学（波兰）
- 越南邮电学院（越南）
- 河内理工大学（越南）
- 朝阳科技大学（台湾）
- 延世大学校 生体识别工程所（韩国）
- 首尔市立大学（韩国）
- 莫瑟大学（美国）
- 浦项工科大学校 X-ray Image Center（韩国）
- 圣彼得堡国立技术大学（俄罗斯）
- 印度理工学院德里分校（印度）
- 波尔图大学（葡萄牙）
- 国立暨南国际大学（台湾）
- Taylor University（美国）
- 怀卡托大学（新西兰）
- 大连东软信息学院（中国）
- 国立中央大学 天文所（台湾）
- APEC 气候中心（韩国）
- 国立应用科学院雷恩校（法国）
- 东芬兰大学（芬兰）
- 中南大学（中国）
- 非洲科技大学（尼日利亚）
- 莫斯科国立师范大学（俄罗斯）
- Max Planck Institute for Molecular Genetics（德国）
- 越南国家大学河内校 工业技术大学（越南）
- 越南国家大学胡志明市校 国际大学（越南）
- 德里大学（印度）
- 暨南大学（中国）
- 塔林理工大学（爱沙尼亚）
- 东北大学 秦皇岛分校（中国）

## 历任校长
- 國井利泰（1993–2000）
- 池上徹彦（2001–2006）
- 角山茂章（2006–2013）
- 岡嶐一（2014–2020）
- 宮崎敏明（2020–2023）[21]
- 束原恒夫（2023–）